# Shark Tank Italia
Shark Tank Italia è stato un reality show trasmesso in 3 puntate dal 21 maggio al 4 giugno 2015 su Italia 1.
Basato sul format televisivo giapponese Dragons' Den, a Shark Tank i protagonisti sono aspiranti imprenditori che presentano la loro idea di business a potenziali investitori, detti squali (dall'inglese 'shark').
Nell'unica edizione italiana, gli squali sono stati Luciano Bonetti di Foppapedretti, Fabio Cannavale di Lastminute.it, Gianpietro Vigorelli, noto pubblicitario, Mariarita Costanza di Macnil-Gruppo Zucchetti e Gianluca Dettori di Dpixel.
I cinque squali hanno effettuato in totale 20 investimenti per un ammontare complessivo di 4.445.000 €; in particolare:
- Luciano Bonetti ha investito 224.000,00€
- Fabio Cannavale ha investito 1.734.000,00€
- Gianpietro Vigorelli ha investito 372.333,33€
- Mariarita Costanza ha investito 1.004.000,00€
- Gianluca Dettori ha investito 1.110.666,67€

## Investimenti

### Prima puntata
| Concorrente                              | Idea                       | Investitore     | Investitore     | Investitore          | Investitore        | Investitore      | Valore              |
| Concorrente                              | Idea                       | Luciano Bonetti | Fabio Cannavale | Gianpietro Vigorelli | Mariarita Costanza | Gianluca Dettori | Valore              |
| ---------------------------------------- | -------------------------- | --------------- | --------------- | -------------------- | ------------------ | ---------------- | ------------------- |
| Marco Pirovano                           | PolentOne                  | —               | —               | —                    | —                  |                  | 50.000€ per il 10%  |
| Piergiorgio Cappuccio, Milena Bagnati    | CALI HOTPLATE              | —               |                 |                      | —                  | —                | 150.000€ per il 25% |
| Filomena Cutrupi, Salvatore Salvaguardia | Mamma Menia                |                 |                 |                      |                    |                  | 120.000€ per il 35% |
| Carlo Maria Recchia                      | CMR Mais Corvino           |                 |                 |                      |                    |                  | 150.000€ per il 20% |
| Fabio Lettieri                           | IPPS Sensore di parcheggio | —               | —               | —                    |                    | —                | 500.000€ per il 12% |
| Massimo Bernardoni, Antonio Cianci       | Airlite                    | —               |                 | —                    | —                  | —                | 750.000€ per il 3%  |

### Seconda puntata
| Concorrente                      | Idea                          | Investitore     | Investitore     | Investitore          | Investitore        | Investitore      | Valore              |
| Concorrente                      | Idea                          | Luciano Bonetti | Fabio Cannavale | Gianpietro Vigorelli | Mariarita Costanza | Gianluca Dettori | Valore              |
| -------------------------------- | ----------------------------- | --------------- | --------------- | -------------------- | ------------------ | ---------------- | ------------------- |
| Giuseppe e Angela Lo Pinto       | LimVTouch                     | —               | —               | —                    | —                  |                  | 250.000€ per il 25% |
| Andrea Carpineti                 | DIS Design Italian Shoes      |                 |                 |                      |                    |                  | 300.000€ per il 30% |
| Stefano Guerrera                 | Se i quadri potessero parlare | —               |                 | —                    | —                  | —                | 85.000€ per il 35%  |
| Andrea Visconti, Alessandro Bava | SINBA                         | —               | —               | —                    | —                  |                  | 250.000€ per il 25% |
| Hans Kruger, Angelica Meucci     | FLOWERSSORI                   | —               |                 | —                    | —                  |                  | 500.000€ per il 32% |
| Merih Marzari                    | WISSHH Travel Bag             |                 |                 | —                    | —                  | —                | 25.000€ per il 10%  |

### Terza puntata
| Concorrente                             | Idea         | Investitore     | Investitore     | Investitore          | Investitore        | Investitore      | Valore              |
| Concorrente                             | Idea         | Luciano Bonetti | Fabio Cannavale | Gianpietro Vigorelli | Mariarita Costanza | Gianluca Dettori | Valore              |
| --------------------------------------- | ------------ | --------------- | --------------- | -------------------- | ------------------ | ---------------- | ------------------- |
| Luca Falace                             | GeniusOm     | —               |                 | —                    | —                  | —                | 250.000€ per il 70% |
| Roberto Siviero, Maria Rita Fornara     | Shuttle Bike | —               | —               | —                    |                    | —                | 250.000€ per il 45% |
| Fabrizio Masili, Riccardo Breda         | Dj Overset   | —               | —               | —                    | —                  |                  | 100.000 per il 30%  |
| Fabio Monteleone, Andrea Costa          | ORTOCUBO     |                 |                 | —                    | —                  |                  | 50.000 per il 30%   |
| Marco Papalia                           | Keybee       | —               | —               | —                    |                    | —                | 140.000 per il 20%  |
| Edoardo Bosio                           | Pelty        | —               | —               | —                    | —                  |                  | 80.000 per il 35%   |
| Tazio Pintado, Edoardo Pasolini         | Whazzo       | —               |                 |                      | —                  | —                | 200.000 per il 20%  |
| Rossano Alessandrelli, Andrea Barzacola | Wit Water    |                 |                 |                      | —                  | —                | 250.000 per il 40%  |

## Ascolti
| Puntata | Messa in onda  | Telespettatori | Share |
| ------- | -------------- | -------------- | ----- |
| 1       | 21 maggio 2015 | 1.382.000      | 6,39% |
| 2       | 28 maggio 2015 | 1.127.000      | 5,66% |
| 3       | 4 giugno 2015  | 1.059.000      | 5,48% |